# Карлуш Понк
Карлуш дос Сантуш Родрігіш або просто Карлуш Понк чи Понк (порт. Carlos dos Santos Rodrigues / Carlos Ponck / Ponck; нар. 13 січня 1995, Мінделу, Кабо-Верде) — кабовердійський футболіст, захисник португальського клубу «Шавеш» та національної збірної Кабо-Верде.

## Клубна кар'єра
На професіональному рівні дебютував за «Фаренсе» у кубку португальської ліги 2014/15 проти «Шавеша». 29 грудня 2015 року перейшов до чемпіона Португалії «Бенфіки», яка вже в січні 2016 року віддала його в оренду до «Пасуш-де-Феррейра». Після цього повернувся до «Бенфіка», але грав лише за резервну команду, за яку провів 4 поєдинки в Сегунда-Лізі.
31 серпня 2016 року відправився в оренду на один сезон до клубу Прімейра-Ліги «Шавеш». У сезоні 2017/18 років виступав в оренді за «Авеш», де за підсумками сезону відзначився одним голом. По завершенні оренди підписав з клубом повноцінний контракт терміном на 4 роки.
У 2019 році перейшов до турецького «Істанбул Башакшехір». Карлуш став гравцем основи та дебютував у єврокубках. У Лізі Європи дебютував 19 вересня 2019 року, вийшов у старті у виїзному матчі з «Ромою», матч закінчився перемогою римлян із рахунком 4:0. Дебют у Лізі чемпіонів у захисника відбувся 4 листопада 2020 року. «Істанбул» приймав на своєму полі «Манчестер Юнайтед». Карлуш вийшов на поле у доданий час другого тайму, на 90-й хвилині. Перший же матч у старті в рамках Ліги Чемпіонів Понк провів 2 грудня 2020 року в матчі з німецьким «РБ Лейпцигом».

## Кар'єра в збірній
У футболці національної збірної Кабо-Верде дебютував 28 березня 2017 року в переможному (2:0) товариському поєдинку проти Люксембургу.
Також Понк виходив у старті у чотирьох поєдинках відбору на чемпіонат світу 2018 (2 матчі зі збірною ПАР, а також по одному матчі зі збірними Сенегалу та Буркіна-Фасо). Збірна Кабо-Верде не пройшла у фінальну стадію турніру, а посіла третє місце із шістьма очками.
Став одним з футболістів, які поїхали на Кубок африканських націй 2021 року.

## Статистика виступів

### Клубна
Станом на 24 травня 2020.
| Сезон                            | Команда                          | Чемпіонат                        | Чемпіонат | Чемпіонат | Нац. кубок | Нац. кубок | Нац. кубок | Конт. кубок | Конт. кубок | Конт. кубок | Інші кубки | Інші кубки | Інші кубки | Загалом | Загалом |
| Сезон                            | Команда                          | Змаг                             | Матчі     | Голи      | Змаг       | Матчі      | Голи       | Змаг        | Матчі       | Голи        | Змаг       | Матчі      | Голи       | Матчі   | Голи    |
| -------------------------------- | -------------------------------- | -------------------------------- | --------- | --------- | ---------- | ---------- | ---------- | ----------- | ----------- | ----------- | ---------- | ---------- | ---------- | ------- | ------- |
| 2013-2014                        | «Куартейренси»                   | ТД                               | 11        | 0         | КП+КЛ      | 0          | 0          |             | -           | -           |            | -          | -          | 11      | 0       |
| 2014-2015                        | «Фаренсе»                        | СЛ                               | 25        | 0         | КП+КЛ      | 0+3        | 0          |             | -           | -           |            | -          | -          | 28      | 0       |
| 2015-січ. 2016                   | «Фаренсе»                        | СЛ                               | 21        | 0         | КП+КЛ      | 1+1        | 0          |             | -           | -           |            | -          | -          | 23      | 0       |
| Усього за «Фаренсе»              | Усього за «Фаренсе»              | Усього за «Фаренсе»              | 46        | 0         |            | 2          | 0          |             | -           | -           |            | -          | -          | 48      | 0       |
| січ.-чер. 2016                   | «Пасуш-де-Феррейра»              | ПЛ                               | 8         | 0         | TP+TL      | 0+2        | 0          |             | -           | -           |            | -          | -          | 10      | 0       |
| сер. 2016                        | «Бенфіка Б»                      | СЛ                               | 4         | 0         |            | -          | -          |             | -           | -           |            | -          | -          | 4       | 0       |
| 2016-2017                        | «Шавеш»                          | СЛ                               | 27        | 0         | КП+КЛ      | 5+1        | 1          |             | -           | -           |            | -          | -          | 33      | 1       |
| 2017-2018]                       | «Авеш»                           | ПЛ                               | 29        | 1         | КП+КПЛ     | 5+0        | 0          |             | -           | -           | -          | -          | -          | 34      | 1       |
| 2018-2019                        | «Авеш»                           | ПЛ                               | 32        | 2         | КП+КПЛ     | 3+1        | 0          |             | -           | -           | СП         | 0          | 0          | 36      | 2       |
| Загалом за «Авеш»                | Загалом за «Авеш»                | Загалом за «Авеш»                | 61        | 3         |            | 9          | 0          |             | -           | -           |            | 0          | 0          | 70      | 3       |
| 2019-2020                        | «Істанбул Башакшехір»            | СЛ                               | 22        | 1         | КТ         | 2          | 0          | ЛЧУ+ЛЄУ     | 1+8         | 0           | -          | -          | -          | 33      | 1       |
| 2020-2021                        | «Істанбул Башакшехір»            | СЛ                               | 23        | 0         | КТ         | 2          | 0          | ЛЧУ         | 4           | 0           | СТ         | 1          | 0          | 30      | 0       |
| 2021-2022                        | «Істанбул Башакшехір»            | СЛ                               | 6         | 0         | КТ         | 1          | 0          | -           | -           | -           | -          | -          | -          | 7       | 0       |
| Загалом за «Істанбул Башакшехір» | Загалом за «Істанбул Башакшехір» | Загалом за «Істанбул Башакшехір» | 51        | 1         |            | 5          | 0          |             | 13          | 0           |            | 1          | 0          | 70      | 1       |
| Усього за кар'єру                | Усього за кар'єру                | Усього за кар'єру                | 208       | 4         |            | 27         | 1          |             | 13          | 0           |            | 1          | 0          | 249     | 5       |

### У збірній
| Дата       | Місто             | Господарі    | Результат | Гості      | Турнір                                  | Голи | Примітки |
| ---------- | ----------------- | ------------ | --------- | ---------- | --------------------------------------- | ---- | -------- |
| 28-3-2017  | Есперанж          | Люксембург   | 0 – 2     | Кабо-Верде | товариський матч                        | -    |          |
| 11-6-2017  | Прая              | Кабо-Верде   | 0 – 1     | Уганда     | Відбір до Кубка африканських націй 2019 | -    |          |
| 1-9-2017   | Прая              | Кабо-Верде   | 2 – 1     | ПАР        | Відбір до Кубка африканських націй 2019 | -    |          |
| 5-9-2017   | Дурбан            | ПАР          | 1 – 2     | Кабо-Верде | Відбір до Кубка африканських націй 2019 | -    |          |
| 7-10-2017  | Прая              | Кабо-Верде   | 0 – 2     | Сенегал    | Відбір до Кубка африканських націй 2019 | -    |          |
| 14-11-2017 | Уагадугу          | Буркіна-Фасо | 4 – 0     | Кабо-Верде | Відбір до Кубка африканських націй 2019 | -    |          |
| 1-6-2018   | Бліда             | Алжир        | 2 – 3     | Кабо-Верде | товариський матч                        | -    |          |
| 9-9-2018   | Масеру            | Лесото       | 1 – 1     | Кабо-Верде | Відбір до Кубка африканських націй 2019 | -    |          |
| 12-10-2018 | Прая              | Кабо-Верде   | 3 – 0     | Танзанія   | Відбір до Кубка африканських націй 2019 | -    |          |
| 16-10-2018 | Дар-ес-Салам      | Танзанія     | 2 – 0     | Кабо-Верде | Відбір до Кубка африканських націй 2019 | -    |          |
| 17-11-2018 | Кіра              | Уганда       | 1 – 0     | Кабо-Верде | Відбір до Кубка африканських націй 2019 | -    |          |
| 24-3-2019  | Прая              | Кабо-Верде   | 0 – 0     | Лесото     | Відбір до Кубка африканських націй 2019 | -    |          |
| 10-10-2019 | Фос-сюр-Мер       | Того         | 1 – 2     | Кабо-Верде | товариський матч                        | -    |          |
| 13-11-2019 | Яунде             | Камерун      | 0 – 0     | Кабо-Верде | Відбір до Кубка африканських націй 2019 | -    |          |
| 18-11-2019 | Прая              | Кабо-Верде   | 2 – 2     | Мозамбік   | Відбір до Кубка африканських націй 2019 | -    |          |
| 7-10-2020  | Андорра-ла-Велья  | Андорра      | 1 – 2     | Кабо-Верде | товариський матч                        | -    | [ 8 ]    |
| 10-10-2020 | Сан-Жоау да Венда | Кабо-Верде   | 1 – 2     | Гвінея     | товариський матч                        | -    |          |
| 12-11-2020 | Прая              | Кабо-Верде   | 0 – 0     | Руанда     | Відбір до Кубка африканських націй 2021 | -    |          |
| 17-11-2020 | Кігалі            | Руанда       | 0 – 0     | Кабо-Верде | Відбір до Кубка африканських націй 2021 | -    |          |
| 30-3-2021  | Мапуту            | Мозамбік     | 0 – 1     | Кабо-Верде | Відбір до Кубка африканських націй 2021 | -    |          |
| Усього     |                   | Матчів       | 20        |            | Голів                                   | 0    |          |

## Титули і досягнення
«Авеш»
- Кубок Португалії
  -  Володар (1): 2017/18[9]

«Істанбул Башакшехір»
- Суперліга Туреччини
  -  Чемпіон (1): 2019/20[10]

«Хапоель» (Беер-Шева)
- Кубок Ізраїлю
  -  Володар (1): 2024/25